# ウラジーミル・シチェルビツキー
ウラジーミル・ワシリエヴィッチ・シチェルビツキー（Влади́мир Васи́льевич Щерби́цкий、Volodymyr Vasylyovych Shcherbytsky、1918年2月17日 - 1990年2月17日）は、ソビエト連邦の政治家。ソ連共産党政治局員（在任期間、1971年から1989年まで）、ウクライナ共産党第一書記（在任期間、1972年から1989年まで）としてウクライナ・ソビエト社会主義共和国の指導者として君臨した。ウクライナ人。

## 来歴・人物
レオニード・ブレジネフ、アンドレイ・キリレンコに次いでドニエプロペトロフスク州第一書記に就任した。その後ウクライナ共和国共産党書記を経て、1961年ウクライナ共和国閣僚会議議長（首相）となるが、ニキータ・フルシチョフの忌避を受けて1963年に再度ドニエプロペトロフスク州第一書記に降格された。
1964年ブレジネフがソ連共産党書記長に就任すると1965年シチェルビツキーはウクライナ首相に復帰し、1971年ソ連共産党政治局員となり、ブレジネフの親しい協力者として台頭した。ウクライナ第一書記としては、前任者のペトロ・シェレストが民族主義に対して比較的穏健な立場を取ったのに対して、徹底したロシア化政策を取り、ウクライナ民族主義には否定的な立場を取った。ブレジネフを中心とするドニエプルペトロフスク派（ドニエプル・マフィア）の一員として政治局内に大きな地歩を占め、特に経済面に置いてソ連国内におけるウクライナの位置は重要なものとなった。
1977年、ソ連全体の農業収穫が伸び悩む中でウクライナは記録的な成績を上げた。シチェルビツキーは、ブレジネフの覚えもめでたくレーニン勲章と社会主義労働英雄の称号（2回目）を得ている。以後、ウクライナ人という中央政界ではマイナスとなる出自ではあるものの、「ブレジネフ後」の有力候補の一人として名が取り上げられるようになった。
1982年のブレジネフ死後、ユーリ・アンドロポフ、コンスタンティン・チェルネンコ両書記長の時代を経て、ミハイル・ゴルバチョフ政権においてもウクライナ共産党第一書記の地位を保ったが、1986年チェルノブイリ原発事故において、事故の情報を隠蔽し事故直後にキエフにおけるメーデー行進を行わせるなどしたため、事故犠牲者の拡大につながった。被害状況などを知らずにメーデーを強行したゴルバチョフはチェルノブイリの事故を重く見て情報公開（グラスノスチ）を推進することとなる。
ソビエト連邦の崩壊とウクライナの独立を見ることなく、1990年2月17日、72歳で死去。死因については公表されていないが、自殺説が囁かれており、原因はチェルノブイリ原発事故後の自身の対応があるとされる。